# Рафиков, Шамсутдин Хаснутдинович
Шамсутдин Хаснутдинович Рафиков (12.09.1904, пос. Григорьевский, Оренбургский уезд — 21.08.1972, Актюбинская область) — командир отделения 110-го отдельного моторизованного штурмового инженерно-саперного батальона 23-й моторизованной штурмовой инженерно-саперной бригады 13-й армии 1-го Украинского фронта, сержант — на момент представления к награждению орденом Славы 1-й степени.

## Биография
Родился 12 сентября 1904 года в поселке Григорьевский Оренбургского уезда (ныне — Соль-Илецкий район Оренбургской области). Татарин.
Окончил 4 класса. Жил и работал в городе Челкар Актюбинской области.
В ноябре 1941 года был призван в Красную Армию. Сапер Рафиков воевал на Юго-Западном, Сталинградском, Степном, Южном фронтах. В боях за освобождение Крыма сержант Рафиков командовал отделением 1054-го армейского моторизированного инженерного батальона 51-й армии.
9 апреля 1944 года в районе 25 км восточнее города Армянск сержант Рафиков со своим отделением готовил проходы в минных полях на участке наступления 267-й стрелковой дивизии. Когда противник, обнаружив смельчаков, открыл сильный огонь, Рафиков продолжал выполнять задание, воодушевляя своим бесстрашием бойцов. За ночь саперы проделали 2 прохода в минных полях и проволочном заграждении. Боевая задача была выполнена своевременно. С рассветом по проходам, сделанным ночью, пехота ринулась в атаку, затем пошли танки и самоходные орудия. Не было ни одного случая подрыва на вражеских минах. Приказом по войскам 51-й армии от 25 мая 1944 года сержант Рафиков Шамсутдин Хаснутдинович награждён орденом Славы 3-й степени.
В боях за освобождение Польши сапер командовал отделением 110-го отдельного моторизованного штурмового инженерно-саперного батальона 23-й моторизованной штурмовой инженерно-саперной бригады. 27-28 января 1945 года отделение сержанта Рафикова участвовало в наведении переправы через реку Одер. Бойцы под непрерывным огнём противника восстановили мост через реку. Командир получил контузию, но отказался эвакуироваться, руководил работой до её окончания. Приказом по войскам 13-й армии от 16 февраля 1945 года сержант Рафиков Шамсутдин Хаснутдинович награждён орденом Славы 2-й степени.
В ночь с 14 на 15 апреля 1945 года в сапёрный батальон поступил приказ разведать переправу через реку Нейсе в районе Нидер-Биллау. Сержант Рафиков с бойцами перешёл вброд реку, исследовал грунт, проверил берег. Обнаружив мины саперы проделали три прохода. Сержант снял лично 20 противотанковых мин. Затем, приблизившись ползком к пулеметной точке, забросал её гранатами. На следующую ночь, 16 апреля, сержант Рафиков со своим отделением под огнём противника, составил, ввёл в линию моста паромы. За проявленную смелость, храбрость и отвагу сержант Рафиков был представлен к очередной награде.
Указом Президиума Верховного Совета СССР от 27 июня 1945 года за исключительное мужество, отвагу и бесстрашие, проявленные на заключительном этапе Великой Отечественной войны в боях с вражескими захватчиками сержант Рафиков Шамсутдин Хаснутдинович награждён орденом Славы 1-й степени. Стал полным кавалером ордена Славы.
Член ВКП/КПСС с 1945 года.
В августе 1945 года Ш. Х. Рафиков был демобилизован. Вернулся в город Челкар. Работал бригадиром в геологоразведочной экспедиции.
Умер 21 августа 1972 года.
Награждён орденами Славы 3-х степеней, медалями.